# Вишебуж
Вишебуж (пол. Wyszebórz, нім. Wisbuhr) — село в Польщі, у гміні Маново Кошалінського повіту Західнопоморського воєводства.
Населення — 389 осіб (2011).
У 1975-1998 роках село належало до Кошалінського воєводства.

## Демографія
Демографічна структура станом на 31 березня 2011 року:
|          | Загалом | Допрацездатний вік | Працездатний вік | Постпрацездатний вік |
| -------- | ------- | ------------------ | ---------------- | -------------------- |
| Чоловіки | 187     | 36                 | 139              | 12                   |
| Жінки    | 202     | 48                 | 113              | 41                   |
| Разом    | 389     | 84                 | 252              | 53                   |